# Thaddeus Wasielewski
Thaddeus Francis Boleslaw Wasielewski (* 2. Dezember 1904 in Milwaukee, Wisconsin; † 25. April 1976 ebenda) war ein US-amerikanischer Politiker. Zwischen 1941 und 1947 vertrat er den Bundesstaat Wisconsin im US-Repräsentantenhaus.

## Werdegang
Thaddeus Wasielewski besuchte die öffentlichen Schulen seiner Heimat einschließlich der South Division High School in Milwaukee. Danach studierte er bis 1927 an der University of Michigan in Ann Arbor. Nach einem anschließenden Jurastudium an der Marquette University in Milwaukee und seiner im Jahr 1931 erfolgten Zulassung als Rechtsanwalt begann er in Milwaukee in seinem neuen Beruf zu arbeiten. Im Jahr 1940 leitete er bei der damaligen Volkszählung die entsprechende Behörde in seiner Heimatstadt.
Wasielewski war Mitglied der Demokratischen Partei. Bei den Kongresswahlen des Jahres 1940 wurde er im vierten Wahlbezirk von Wisconsin in das US-Repräsentantenhaus in Washington, D.C. gewählt, wo er am 3. Januar 1941 die Nachfolge von John C. Schafer antrat. Nach zwei Wiederwahlen konnte er bis zum 3. Januar 1947 drei Legislaturperioden im Kongress absolvieren. Diese waren von den Ereignissen des Zweiten Weltkrieges und dessen Folgen geprägt.
Im Jahr 1946 wurde Wasielewski von seiner Partei nicht mehr für eine weitere Amtszeit nominiert. Er versuchte dann erfolglos, als unabhängiger Kandidat seinen Sitz im Kongress zu verteidigen. 1948 war er Delegierter zur Democratic National Convention in Philadelphia, auf der US-Präsident Harry S. Truman zur Wiederwahl nominiert wurde. Zwischen 1942 und 1948 war Wasielewski Vorstandsmitglied seiner Partei in Wisconsin. Nach seinem Ausscheiden aus dem US-Repräsentantenhaus arbeitete er wieder als Anwalt. Thaddeus Wasielewski starb am 25. April 1976 in seiner Geburtsstadt Milwaukee.